# 한국동굴학회
한국동굴환경학회는 동굴 및 카르스트 관련 분야의 학술적 조사 연구로 산업, 경제, 교육, 문화, 환경 및 국방에 기여함을 목적으로 2010년 5월 7일 설립허가된 대한민국 문화체육관광부 소관의 사단법인이다. 사무실은 서울특별시 광진구 화양동 1 건국대학교 과학관 210호에 있다.

## 주요 사업
- 한국의 천연문화재 관련 동굴 및 카르스트에 대한 조사 및 연구개발
- 동굴과 카르스트지역에 연계된 문화재의 발굴 및 자연보존에 관한 연구
- 북한지역의 동굴 및 카르스트 관련 자료의 수집 및 연구 활동
- 제주 화산 동굴지대의 세계문화유산 지정에 따른 홍보 및 학술연구
- 동굴의 지속가능한 보전과 관광화를 위한 U-Cave의 보급